# 坎伯兰河
坎伯兰河（英語：Cumberland River）是美國南部的一条重要河流，长约688-英里（1,107-），流域面积约18,000平方英里（47,000平方），源头位于阿巴拉契亚山脉，自东向西流过肯塔基州南部和田纳西州中北部，最后在肯塔基州帕迪尤卡附近和田納西河、俄亥俄河交汇。

## 注
1. ↑  U.S. Geological Survey.